# 班贝尔格尔重排反应
班伯格重排反应（Bamberger重排反应）是N-芳基羟胺在强酸水溶液作用下重排为对氨基苯酚的反应。它以德国化学家尤金·班伯格（Eugen Bamberger，1857-1932）的名字命名。当对位有取代基时，产物为相应的醌醇。
N-芳基羟胺一般由铑或锌还原相应的芳香硝基化合物制备。

## 反应机理
首先发生对羟胺（1）氮和氧的质子化。N-质子化与O-质子化的产物（2与3）互为平衡，前者容易发生，但只有3可以失水，进一步转化为氮鎓离子（4），作亲电试剂与水分子结合生成产物（5）。